# Szárnyas teremtmények
A Szárnyas teremtmények (eredeti cím: Winged Creatures, illetve Fragments) 2008-ban bemutatott amerikai lélektani filmdráma Rowan Woods rendezésében. A forgatókönyvet Roy Freirich írta, 2008-ban kiadott Winged Creatures című regényéből. A főbb szerepekben Kate Beckinsale, Dakota Fanning, Josh Hutcherson, Guy Pearce, Forest Whitaker, Jennifer Hudson, Jackie Earle Haley, Jeanne Tripplehorn és Embeth Davidtz látható.
Elsőként az LA Film Festivalon mutatták be 2008. június 24-én.

## Cselekmény
Egy étteremben öten tartózkodnak: Carla Davenport pénztárosnő, Charlie Archenault vezetésoktató, Dr. Bruce Laraby orvos, valamint Anne Hagen és édesapja, illetve Anne legjobb barátja, Jimmy Jasperson. Lövéseket hallanak, Annie és Jimmy az asztal alatt keresnek fedezéket, miközben egy fegyveres ámokfutó több embert lelő (köztük Anne apját), majd magával is végez.
A film a tragédiát túlélő öt ember életére fókuszál, és azt mutatja be, hogyan próbálnak különböző módokon megbirkózni az átélt traumával. 

## Szereplők
| Szerep             | Színész            | Magyar hang     |
| ------------------ | ------------------ | --------------- |
| Carla Davenport    | Kate Beckinsale    | Németh Borbála  |
| Anne Hagen         | Dakota Fanning     | Tamási Nikolett |
| Jimmy Jasperson    | Josh Hutcherson    |                 |
| Charlie Archenault | Forest Whitaker    | Vass Gábor      |
| Dr. Bruce Laraby   | Guy Pearce         | Fekete Zoltán   |
| Doris Hagen        | Jeanne Tripplehorn | Németh Kriszta  |
| Kathy Archenault   | Jennifer Hudson    | Sági Tímea      |
| Bob Jasperson      | Jackie Earle Haley | Sörös Sándor    |
| Zack               | Walton Goggins     |                 |
| Jo Laraby          | Embeth Davidtz     | Spilák Klára    |
| Ron Alber          | Troy Garity        | Sörös Miklós    |
| Lydia Jasperson    | Robin Weigert      | Csizmadia Gabi  |
| Lori Carline       | Hayley McFarland   | Kántor Kitty    |

## Fogadtatás
A film vegyes kritikákat kapott. A Rotten Tomatoes 31 kritikus véleményét összegezve 45%-ra értékelte. A szöveges konklúzió szerint „érzékeny, de nem túl mélyreható, a Fragments ugyanúgy állít össze egy szereplőgárdát, mint az Ütközések, de annak súlya, komolysága nélkül.”
Hasonló véleményen volt a Los Angeles Times kritikusa is: „A Fragments sajnos sosem talál igazán rá saját történetének biztos alapjaira. A nagyívű mondanivaló, amit közvetíteni szeretne, felszínesnek hat ahelyett, hogy mélyre hatolna…”

## Fordítás
- Ez a szócikk részben vagy egészben  a   Winged Creatures (film) című angol Wikipédia-szócikk ezen változatának fordításán alapul.  Az eredeti cikk szerkesztőit annak laptörténete sorolja fel. Ez a jelzés csupán a megfogalmazás eredetét és a szerzői jogokat jelzi, nem szolgál a cikkben szereplő információk forrásmegjelöléseként.